# Lauker
Lauker (samisch: Lávkkure) ist eine Ortschaft (småort) in der schwedischen Provinz Norrbottens län und der historischen Provinz (landskap) Lappland. Der Ort gehört zur Gemeinde Arvidsjaur.
Der Ort liegt am Riksväg 94 sowie am See Laukersjön. In der Nähe vom Ort fließt der Åbyälven vorbei. Die Stadt Arvidsjaur ist etwa 30 Kilometer entfernt.